# بطولة كاريوكا 1986
بطولة كاريوكا 1986 هو موسم من بطولة كاريوكا. فاز فيه نادي فلامنغو.